# Joan D. Vinge
 (octobre 2022).
Si vous disposez d'ouvrages ou d'articles de référence ou si vous connaissez des sites web de qualité traitant du thème abordé ici, merci de compléter l'article en donnant les références utiles à sa vérifiabilité et en les liant à la section « Notes et références ».
Pour les articles homonymes, voir Vinge.
Œuvres principales
- La Reine des neiges
- Finismonde
- Cycle de Cat

Joan D. Vinge, née le 2 avril 1948 à Baltimore au Maryland, est une écrivaine américaine de science-fiction. Elle est particulièrement connue pour son roman La Reine des neiges (Prix Hugo 1981), sa série sur un demi extraterrestre télépathe nommé Cat et son adaptation du film de George Lucas Star Wars, épisode VI : Le Retour du Jedi.

## Biographie
Joan D. Vinge naît à Baltimore (États-Unis) le 2 avril 1948. Elle déclare lire de la science-fiction depuis son plus jeune âge et est écrivaine professionnelle depuis 1973. Elle étudie tout d'abord les arts au collège, puis s'oriente vers l'anthropologie. Elle obtient un B.A. avec honneurs dans ce domaine à l'Université de San Diego.
Sa première nouvelle Tin Soldier est publiée en 1974 dans l'anthologie Orbit 14. D'autres seront publiées dans les années qui suivent dans les revues Analog, Millennial Women, Asimov's Science Fiction, Omni Magazine ainsi que dans quelques-unes des anthologies Best of the Year.
Plusieurs de ses nouvelles ou romans ont été récompensés par des prix : La reine des neiges remporte en 1981 le prix Hugo du meilleur roman de science-fiction et Les yeux d'Ambre, en 1977, le même prix pour la meilleure nouvelle. Elle est également nommée plusieurs fois pour d'autres prix Hugo et Nebula. Son roman Cat le Psion est nommé « Best Book for Young Adults » par la l'Association des libraires américains.
Son adaptation du Retour du Jedi a été en tête du classement du New York Times pendant deux mois et le livre le plus vendu de 1983.
Elle a été mariée à l'auteur Vernor Vinge puis à l'éditeur James Frenkel (en) avec qui elle a deux enfants.
Un grave accident de voiture le 2 mars 2002 lui a laissé des séquelles au cerveau ainsi qu'une fibromyalgie, ce qui l'a empêchée d'écrire pendant plusieurs années.

## Œuvres

### Romans
Les Chroniques du Paradis
- Les Proscrits de la barrière paradis / The outcasts of heaven belt (1978) Titres/SF no 29, 1980
- L'Héritage des étoiles / Legacy (1980) - Futurama (Presses de la Cité) no 35, 1982

Le Cycle de Tiamat
- La Reine des neiges / The snow queen (1980) J'ai lu no 1707, 1984
- Finismonde / World's end (1984) J'ai lu no 1863, 1985
- La Reine de l'été / The summer queen (3 tomes) (1991)
- Tangled Up In Blue (2000)

Le Cycle de Cat
1. Psion ou Cat / Psion (1982) (trad. 1985 par Michèle Poslaniec, éd. L'école des loisirs)
2. Cat le Psion / Catspaw (1988) (trad. 1991 par Michel Deutsch, éd. J'ai lu no 3114)
3. Pluie de rêves / Dream fall (1996) (trad. 1997 par Jean-Pierre Pugi, éd. J'ai lu)

#### Critique
Pour Jean-Pierre Andrevon, qui introduit le livre Psion (1982) ainsi : « En 2417, les hommes ont bien entendu colonisé un certain nombre de systèmes solaires ; c'est le capitalisme triomphant dans la galaxie, avec ses séquelles : planète-poubelle, planète-bagne ; et ses hontes : les E.T. massacrés, comme les Hydrains, qui dans un premier temps ont pu s'hybrider avec les Humains, mais n'existent plus en ce XXVe siècle, que sous la forme de fantômes hantant la mauvaise conscience des enfants de leurs bourreaux… », Psion est un roman initiatique qui sacrifie aux thématiques du genre. Il le qualifie de sans surprise mais plein de charme et pétri d'humanité.

### Nouvelles et histoires courtes
- Les Yeux d'ambre, Le Masque Science-fiction, no 102, 1980 ((en) Eyes of Amber, 1979)
  - Les Yeux d'ambre (Eyes of Amber) - 1977
  - Depuis des hauteurs impensables (View From a Height) - 1978
  - Mediaman (Media Man) - 1976
  - L'Aide du colporteur (The Peddler's Apprentice) - 1975
  - Soldat de plomb (Tin Soldier) - 1974
- (fr) Le Vaisseau-flamme, Titres/SF, no 43, 1981
  - Le Vaisseau-flamme (Fireship) - 1978
  - Maternité (Mother and child) - 1975
  - Le Phœnix en ses cendres… (Phoenix in the ashes) - 1985
- Un grelot pour le chat (To Bell the Cat) - 1977
- The Crystal Ship (1976)

### Adaptations
- Return of the Jedi Storybook (1983)
- Tarzan, King of the Apes (1983)
- The Dune Storybook (1984)
- Oz, un monde extraordinaire (1985)
- Mad Max Beyond Thunderdome (Road Warrior II) (1985)
- Santa Claus (1985)
- The Santa Claus: The Movie Storybook (1985)
- Willow (1988)
- Lost In Space (1998)
- Ladyhawke (1985)